# UEFA Champions League 2008–09
UEFA Champions League 2008-09 là giải đấu bóng đá cao nhất ở cấp câu lạc bộ của châu Âu thứ 54 tính từ lần đầu khởi tranh và là giải thứ 17 theo thể thức và tên gọi mới UEFA Champions League. Trận chung kết được tổ chức tại sân vận động Olimpico ở thủ đô Roma của Ý vào ngày 27 tháng 5 năm 2009. Barcelona là nhà vô địch mới của giải sau khi đánh bại đương kim vô địch Manchester United 2 – 0 ở chung kết.

## Thể thức thi đấu
Giải đấu này có tất cả 76 câu lạc bộ từ 52 liên đoàn thành viên UEFA tham dự (ngoại trừ Liechtenstein không tổ chức giải vô địch quốc gia nên không có đội bóng tham dự). Các quốc gia được xếp hạng dựa trên hệ số điểm của UEFA. Vị trí đương kim vô địch không sử dụng đến do đương kim vô địch Manchester United vào thẳng vòng đấu bảng với tư cách nhà vô địch Premier League.
Dưới đây là cách phân bổ các suất tham dự giải đấu:
- Các liên đoàn hạng 1-3 (Tây Ban Nha, Anh và Ý) có 4 câu lạc bộ tham dự
- Các liên đoàn hạng 4-6 (Pháp, Đức và Bồ Đào Nha) có 3 câu lạc bộ tham dự
- Các liên đoàn hạng 7-15 (România, Hà Lan, Nga, Scotland, Ukraina, Bỉ, Séc, Thổ Nhĩ Kỳ và Hy Lạp) có 2 câu lạc bộ tham dự
- Các liên đoàn hạng 16-53 (trừ Liechtenstein) có 1 câu lạc bộ tham dự

Vòng loại đầu tiên (28 đội bóng)
- 28 câu lạc bộ vô địch quốc gia của các liên đoàn hạng 25-53

Vòng loại thứ hai (28 đội bóng)
- 14 câu lạc bộ chiến thắng ở vòng loại thứ nhất
- 8 câu lạc bộ vô địch của các liên đoàn hạng 17-24 (Thụy Sĩ, Na Uy, Israel, Serbia, Đan Mạch, Áo, Ba Lan và Hungary)
- 6 câu lạc bộ hạng nhì của các liên đoàn hạng 10-15

Vòng loại thứ ba (32 đội bóng)
- 14 câu lạc bộ chiến thắng ở vòng loại thứ hai
- 6 câu lạc bộ vô địch của các liên đoàn hạng 11-16
- 3 câu lạc bộ hạng nhì của các liên đoàn hạng 7-9 [1]
- 6 câu lạc bộ hạng ba của các liên đoàn hạng 1-6
- 3 câu lạc bộ hạng tư của các liên đoàn hạng 1-3

Vòng đấu bảng (32 đội bóng)
- 16 câu lạc bộ chiến thắng ở vòng loại thứ ba
- 10 câu lạc bộ vô địch của các liên đoàn hạng 1-10
- 6 câu lạc bộ hạng nhì của các liên đoàn hạng 1-6

| Vòng đấu bảng       | Vòng đấu bảng     | Vòng đấu bảng    | Vòng đấu bảng        |
| ------------------- | ----------------- | ---------------- | -------------------- |
| Real Madrid         | Inter Milan       | Bayern Munich    | CFR Cluj             |
| Villarreal          | A.S. Roma         | Werder Bremen    | PSV Eindhoven        |
| Manchester UnitedVĐ | Lyon              | Porto            | Zenit St. Petersburg |
| Chelsea             | Bordeaux          | Sporting CP      | Celtic[A]            |
| Vòng loại thứ ba    |                   |                  |                      |
| Barcelona           | Fiorentina        | Twente           | Slavia Praha         |
| Atlético Madrid     | Marseille         | Spartak Moskva   | Galatasaray          |
| Arsenal             | Schalke 04        | Shakhtar Donetsk | Olympiacos           |
| Liverpool           | Vitória Guimarães | Standard Liège   | Levski Sofia[A]      |
| Juventus            | Steaua            |                  |                      |
| Vòng loại thứ hai   |                   |                  |                      |
| Rangers             | Fenerbahçe        | Beitar Jerusalem | Rapid Wien           |
| Dynamo Kyiv         | Panathinaikos     | Partizan         | Wisła Kraków[A]      |
| Anderlecht          | Basel             | Aalborg BK       | MTK Budapest[A]      |
| Sparta Praha        | Brann             |                  |                      |
| Vòng loại thứ nhất  |                   |                  |                      |
| Artmedia Petržalka  | Kaunas            | BATE             | } Llanelli           |
| Dinamo Zagreb       | Tampere United    | Dinamo Tirana    | NSÍ Runavík          |
| Anorthosis          | Sheriff Tiraspol  | Levadia          | F91 Dudelange        |
| IFK Göteborg        | Drogheda United   | Pyunik Yerevan   | Valletta             |
| Domžale             | Dinamo Tbilisi    | Inter Baku       | Santa Coloma         |
| Modriča             | Rabotnički        | Aktobe           | Murata               |
| Ventspils           | Valur             | Linfield         | Budućnost Podgorica  |

## Lịch thi đấu và bốc thăm
Bảng dưới là lịch thi đấu và lịch bốc thăm của giải đấu này
| Ngày             | Sự kiện                                | Ngày             | Sự kiện                               |
| ---------------- | -------------------------------------- | ---------------- | ------------------------------------- |
| 1 tháng 7 2008   | Bốc thăm vòng loại thứ nhất và thứ hai | 4 tháng 11 2008  | Vòng đấu bảng, lượt 4                 |
| 15 tháng 7 2008  | Vòng loại thứ nhất, lượt đi            | 5 tháng 11 2008  | Vòng đấu bảng, lượt 4                 |
| 16 tháng 7 2008  | Vòng loại thứ nhất, lượt đi            | 25 tháng 11 2008 | Vòng đấu bảng, lượt 5                 |
| 22 tháng 7 2008  | Vòng loại thứ nhất, lượt về            | 26 tháng 11 2008 | Vòng đấu bảng, lượt 5                 |
| 23 tháng 7 2008  | Vòng loại thứ nhất, lượt về            | 9 tháng 12 2008  | Vòng đấu bảng, lượt 6                 |
| 29 tháng 7 2008  | Vòng loại thứ hai, lượt đi             | 10 tháng 12 2008 | Vòng đấu bảng, lượt 6                 |
| 30 tháng 7 2008  | Vòng loại thứ hai, lượt đi             | 19 tháng 12 2008 | Bốc thăm vòng loại trực tiếp thứ nhất |
| 1 tháng 8 2008   | Bốc thăm vòng loại thứ ba              | 24 tháng 2 2009  | Vòng loại trực tiếp thứ nhất, lượt đi |
| 5 tháng 8 2008   | Vòng loại thứ hai, lượt về             | 25 tháng 2 2009  | Vòng loại trực tiếp thứ nhất, lượt đi |
| 6 tháng 8 2008   | Vòng loại thứ hai, lượt về             | 10 tháng 3 2009  | Vòng loại trực tiếp thứ nhất, lượt về |
| 12 tháng 8 2008  | Vòng loại thứ ba, lượt đi              | 11 tháng 3 2009  | Vòng loại trực tiếp thứ nhất, lượt về |
| 13 tháng 8 2008  | Vòng loại thứ ba, lượt đi              | 20 tháng 3 2009  | Bốc thăm các vòng đấu còn lại         |
| 26 tháng 8 2008  | Vòng loại thứ ba, lượt về              | 7 tháng 4 2009   | Tứ kết, lượt đi                       |
| 27 tháng 8 2008  | Vòng loại thứ ba, lượt về              | 8 tháng 4 2009   | Tứ kết, lượt đi                       |
| 28 tháng 8 2008  | Bốc thăm vòng đấu bảng                 | 14 tháng 4 2009  | Tứ kết, lượt về                       |
| 16 tháng 9 2008  | Vòng đấu bảng, lượt 1                  | 15 tháng 4 2009  | Tứ kết, lượt về                       |
| 17 tháng 9 2008  | Vòng đấu bảng, lượt 1                  | 28 tháng 4 2009  | Bán kết, lượt đi                      |
| 30 tháng 9 2008  | Vòng đấu bảng, lượt 2                  | 29 tháng 4 2009  | Bán kết, lượt đi                      |
| 1 tháng 10 2008  | Vòng đấu bảng, lượt 2                  | 5 tháng 5 2009   | Bán kết, lượt về                      |
| 21 tháng 10 2008 | Vòng đấu bảng, lượt 3                  | 6 tháng 5 2009   | Bán kết, lượt về                      |
| 22 tháng 10 2008 | Vòng đấu bảng, lượt 3                  | 27 tháng 5 2009  | Chung kết ở Roma, Ý                   |

## Các vòng đấu loại

### Vòng loại thứ nhất
Lễ bốc thăm cho hai vòng loại đầu tiên tiến hành ngày 1 tháng 7 năm 2008 tại Nyon, Thuỵ Sĩ. Lượt đi vòng loại thứ nhất diễn ra trong hai ngày 15 và 16 tháng 7, lượt về diễn ra trong hai ngày 22 và 23 tháng 7 năm 2008.
| Đội 1                | TTS    | Đội 2              | Lượt đi | Lượt về |
| -------------------- | ------ | ------------------ | ------- | ------- |
| Linfield             | 1–3    | Dinamo Zagreb      | 0–2     | 1–1     |
| Valletta             | 0–3    | Artmedia Petržalka | 0–2     | 0–1     |
| Dinamo Tbilisi       | 3–1    | NSÍ Runavík        | 3–0     | 0–1     |
| Santa Coloma         | 2–7    | Kaunas             | 1–4     | 1–3     |
| Murata               | 0–9    | IFK Göteborg       | 0–5     | 0–4     |
| Llanelli             | 1–4    | Ventspils          | 1–0     | 0–4     |
| Anorthosis Famagusta | 3–0    | Pyunik Yerevan     | 1–0     | 2–0     |
| Inter Baku           | (a)1–1 | Rabotnički         | 0–0     | 1–1     |
| Tampere United       | 3–2    | Budućnost          | 2–1     | 1–1     |
| F91 Dudelange        | 0–3    | Domžale            | 0–1     | 0–2     |
| Dinamo Tirana        | 1–4    | Modriča            | 0–2     | 1–2     |
| Aktobe               | 1–4    | Sheriff Tiraspol   | 1–0     | 0–4     |
| Drogheda United      | 3–1    | Levadia            | 2–1     | 1–0     |
| BATE                 | 3–0    | Valur              | 2–0     | 1–0     |

Thể thức bốc thăm vòng loại thứ nhất là các câu lạc bộ được chia thành hai nhóm dựa theo Hệ số UEFA. Nhóm dưới bao gồm 14 đội bóng của các liên đoàn có hạng 40-53: không đội bóng nào trong nhóm này được UEFA xếp hạng câu lạc bộ.
2 trong số 14 cặp đấu kết thúc bằng chiến thắng của đội ở nhóm dưới: Inter Baku (Azerbaijan, liên đoàn hạng 42) thắng Rabotnički (Macedonia, 36) và BATE (Belarus, 40) thắng Valur (Iceland, 37).

### Vòng loại thứ hai
Lượt đi vòng loại thứ nhất diễn ra trong hai ngày 29 và 30 tháng 7, lượt về diễn ra trong hai ngày 5 và 6 tháng 8 năm 2008.
| Đội 1                | TTS    | Đội 2              | Lượt đi | Lượt về |
| -------------------- | ------ | ------------------ | ------- | ------- |
| Rangers              | 1–2    | Kaunas             | 0–0     | 1–2     |
| Brann                | (a)2–2 | Ventspils          | 1–0     | 1–2     |
| Inter Baku           | 1–3    | Partizan           | 1–1     | 0–2     |
| Tampere United       | 3–7    | Artmedia Petržalka | 1–3     | 2–4     |
| Anorthosis Famagusta | 4–3    | Rapid Wien         | 3–0     | 1–3     |
| Domžale              | 2–6    | Dinamo Zagreb      | 0–3     | 2–3     |
| Panathinaikos        | 3–0    | Dinamo Tbilisi     | 3–0     | 0–0     |
| IFK Göteborg         | 3–5    | Basel              | 1–1     | 2–4     |
| Sheriff Tiraspol     | 0–3    | Sparta Prague      | 0–1     | 0–2     |
| Drogheda United      | 3–4    | Dynamo Kyiv        | 1–2[B]  | 2–2     |
| Anderlecht           | 3–4    | BATE               | 1–2     | 2–2     |
| Beitar Jerusalem     | 2–6    | Wisła Kraków       | 2–1     | 0–5     |
| Fenerbahçe           | 7–0    | MTK Hungária       | 2–0     | 5–0     |
| Aalborg BK           | 7–1    | Modriča            | 5–0     | 2–1     |

Ở vòng loại thứ hai các câu lạc bộ cũng được chia thành hai nhóm theo Hệ số UEFA. Nhóm trên bao gồm 14 câu lạc bộ có thứ hạng UEFA cao hơn 166, nhóm dưới gồm các câu lạc bộ có thứ hạng thấp hơn hoặc không được xếp hạng.
3 trong số 14 cặp đấu kết thúc bằng chiến thắng của đội ở nhóm dưới: Kaunas (không xếp hạng) thắng Rangers (hạng 24), BATE (không xếp hạng) thắng Anderlecht (hạng 56) và Anorthosis Famagusta (hạng 193) thắng Rapid Wien (hạng 166).

### Vòng loại thứ ba
Vòng loại thứ ba được tiến hành bốc thăm vào 1 tháng 8 năm 2008 tại Nyon, Thụy Sĩ. Lượt đi diễn ra trong hai ngày 12 và 13 tháng 8, lượt về diễn ra sau đó 2 tuần 26 và 27 tháng 8. Đội thắng trong các cặp đấu sẽ lọt vào vòng đấu bảng, trong khi đó đội thua chuyển sang thi đấu ở Cúp UEFA 2008-09, làm hạt giống ở vòng một.
| Đội 1                | TTS    | Đội 2              | Lượt đi | Lượt về  |
| -------------------- | ------ | ------------------ | ------- | -------- |
| Anorthosis Famagusta | 3–1    | Olympiakos         | 3–0     | 0–1      |
| Vitória Guimarães    | 1–2    | Basel              | 0–0     | 1–2      |
| Shakhtar Donetsk     | 5–1    | Dinamo Zagreb      | 2–0     | 3–1      |
| Schalke 04           | 1–4    | Atlético Madrid    | 1–0     | 0–4      |
| Aalborg BK           | 4–0    | Kaunas             | 2–0     | 2–0      |
| Barcelona            | 4–1    | Wisła Kraków       | 4–0     | 0–1      |
| Levski Sofia         | 1–2    | BATE               | 0–1     | 1–1      |
| Standard Liège       | 0–1    | Liverpool          | 0–0     | 0–1 (hp) |
| Partizan             | 3–4    | Fenerbahçe         | 2–2     | 1–2      |
| Twente               | 0–6    | Arsenal            | 0–2     | 0–4      |
| Spartak Moskva       | 2–8    | Dynamo Kyiv        | 1–4     | 1–4      |
| Juventus             | 5–1    | Artmedia Petržalka | 4–0     | 1–1      |
| Brann                | 1–3    | Marseille          | 0–1     | 1–2      |
| Fiorentina           | 2–0    | Slavia Praha       | 2–0     | 0–0      |
| Galatasaray          | 2–3    | Steaua Bucureşti   | 2–2     | 0–1      |
| Sparta Prague        | 1–3[C] | Panathinaikos      | 1–2     | 0–1      |

Giống hai vòng loại trước, ở vòng loại này các câu lạc bộ cũng được chia thành hai nhóm. Nhóm trên bao gồm 16 câu lạc bộ có thứ hạng UEFA cao hơn 61, nhóm dưới gồm các câu lạc bộ có thứ hạng thấp hơn hoặc không được xếp hạng. Tuy nhiên việc bốc thăm được tiến hành trước khi vòng loại thứ hai kết thúc. Do đó hai câu lạc bộ Kaunas và BATE được xếp ở nhóm trên, do thứ hạng của đội bóng đã bị họ loại cao hơn 61.
4 trong số 16 cặp đấu kết thúc bằng chiến thắng của đội ở nhóm dưới: Anorthosis Famagusta (hạng 193) thắng Olympiacos (hạng 44); BATE (không xếp hạng) thắng Levski Sofia (hạng 80); Atlético Madrid (hạng 67) thắng Schalke 04 (hạng 22) và Dynamo Kyiv (hạng 74) thắng Spartak Moskva (hạng 61).

## Vòng đấu bảng
Lễ bốc thăm vòng đấu bảng được tiến hành ngày 28 tháng 8 năm 2008 tại Grimaldi Forum, Monaco, trước trận tranh Siêu Cúp châu Âu 2008 một ngày.

### Thể thức xếp hạng
Theo điều 4.05 trong quy định của UEFA mùa bóng này, nếu hai hay nhiều đội cùng điểm với nhau khi kết thúc vòng đấu bảng, các tiêu chí để xếp hạng theo thứ tự như sau:
1. Thành tích đối đầu trực tiếp giữa các đội
2. Hiệu số bàn thắng thua khi đối đầu trực tiếp
3. Bàn thắng sân khách khi đối đầu trực tiếp
4. Hiệu số bàn thắng thua trong bảng đấu
5. Bàn thắng ghi được trong bảng đấu
6. Hệ số UEFA cho câu lạc bộ, tính trong 5 mùa bóng

| Màu ký hiệu sử dụng trong bảng                                                  |
| ------------------------------------------------------------------------------- |
| Đội bóng vượt qua vòng bảng, lọt vào vòng loại trực tiếp, tên in đậm            |
| Đội bóng bị loại vòng bảng, xuống chơi ở UEFA Europe Leugue, tên in đậm nghiêng |
| Đội bóng bị loại vòng bảng, tên in nghiêng                                      |

### Bảng A
| Đội      | Trận | Thắng | Hòa | Thua | Bàn thắng | Bàn thua | Hiệu số | Điểm |
| -------- | ---- | ----- | --- | ---- | --------- | -------- | ------- | ---- |
| Roma     | 6    | 4     | 0   | 2    | 12        | 6        | +6      | 12   |
| Chelsea  | 6    | 3     | 2   | 1    | 9         | 5        | +4      | 11   |
| Bordeaux | 6    | 2     | 1   | 3    | 5         | 11       | −6      | 7    |
| CFR Cluj | 6    | 1     | 1   | 4    | 5         | 9        | −4      | 4    |

|          | BOR | CFR | CHE | ROM |
| -------- | --- | --- | --- | --- |
| Bordeaux | –   | 1−0 | 1−1 | 1−3 |
| CFR Cluj | 1−2 | –   | 0−0 | 1−3 |
| Chelsea  | 4−0 | 2−1 | –   | 1−0 |
| Roma     | 2−0 | 1−2 | 3−1 | –   |

### Bảng B
| Đội           | Trận | Thắng | Hòa | Thua | Bàn thắng | Bàn thua | Hiệu số | Điểm |
| ------------- | ---- | ----- | --- | ---- | --------- | -------- | ------- | ---- |
| Panathinaikos | 6    | 3     | 1   | 2    | 8         | 7        | +1      | 10   |
| Inter Milan   | 6    | 2     | 2   | 2    | 8         | 7        | +1      | 8    |
| Werder Bremen | 6    | 1     | 4   | 1    | 7         | 9        | −2      | 7    |
| Anorthosis    | 6    | 1     | 3   | 2    | 8         | 8        | 0       | 6    |

|               | ANO | INT | PAN | BRM |
| ------------- | --- | --- | --- | --- |
| Anorthosis    | –   | 3−3 | 3−1 | 2−2 |
| Inter Milan   | 1−0 | –   | 0−1 | 1−1 |
| Panathinaikos | 1−0 | 0−2 | –   | 2−2 |
| Werder Bremen | 0−0 | 2−1 | 0−3 | –   |

### Bảng C
| Đội              | Trận | Thắng | Hòa | Thua | Bàn thắng | Bàn thua | Hiệu số | Điểm |
| ---------------- | ---- | ----- | --- | ---- | --------- | -------- | ------- | ---- |
| Barcelona        | 6    | 4     | 1   | 1    | 18        | 8        | +10     | 13   |
| Sporting CP      | 6    | 4     | 0   | 2    | 8         | 8        | 0       | 12   |
| Shakhtar Donetsk | 6    | 3     | 0   | 3    | 11        | 7        | +4      | 9    |
| Basel            | 6    | 0     | 1   | 5    | 2         | 16       | −14     | 1    |

|                  | BAR | BAS | SHK | SCP |
| ---------------- | --- | --- | --- | --- |
| Barcelona        | –   | 1−1 | 2−3 | 3−1 |
| Basel            | 0−5 | –   | 1−2 | 0−1 |
| Shakhtar Donetsk | 1−2 | 5−0 | –   | 0−1 |
| Sporting CP      | 2−5 | 2−0 | 1−0 | –   |

### Bảng D
| Đội             | Trận | Thắng | Hòa | Thua | Bàn thắng | Bàn thua | Hiệu số | Điểm |
| --------------- | ---- | ----- | --- | ---- | --------- | -------- | ------- | ---- |
| Liverpool       | 6    | 4     | 2   | 0    | 11        | 5        | +6      | 14   |
| Atlético Madrid | 6    | 3     | 3   | 0    | 9         | 4        | +5      | 12   |
| Marseille       | 6    | 1     | 1   | 4    | 5         | 7        | –2      | 4    |
| PSV Eindhoven   | 6    | 1     | 0   | 5    | 5         | 14       | –9      | 3    |

|                 | AM  | LIV | OM  | PSV |
| --------------- | --- | --- | --- | --- |
| Atlético Madrid | –   | 1−1 | 2−1 | 2−1 |
| Liverpool       | 1−1 | –   | 1−0 | 3−1 |
| Marseille       | 0−0 | 1−2 | –   | 3−0 |
| PSV Eindhoven   | 0−3 | 1−3 | 2−0 | –   |

### Bảng E
| Đội               | Trận | Thắng | Hòa | Thua | Bàn thắng | Bàn thua | Hiệu số | Điểm |
| ----------------- | ---- | ----- | --- | ---- | --------- | -------- | ------- | ---- |
| Manchester United | 6    | 2     | 4   | 0    | 9         | 3        | +6      | 10   |
| Villarreal        | 6    | 2     | 3   | 1    | 9         | 7        | +2      | 9    |
| Aalborg BK        | 6    | 1     | 3   | 2    | 9         | 14       | −5      | 6    |
| Celtic            | 6    | 1     | 2   | 3    | 4         | 7        | −3      | 5    |

|                   | AAB | CEL | MU  | VIL |
| ----------------- | --- | --- | --- | --- |
| Aalborg BK        | –   | 2−1 | 0−3 | 2−2 |
| Celtic            | 0−0 | –   | 1−1 | 2−0 |
| Manchester United | 2−2 | 3−0 | –   | 0−0 |
| Villarreal        | 6−3 | 1−0 | 0−0 | –   |

### Bảng F
| Đội        | Trận | Thắng | Hòa | Thua | Bàn thắng | Bàn thua | Hiệu số | Điểm |
| ---------- | ---- | ----- | --- | ---- | --------- | -------- | ------- | ---- |
| Bayern     | 6    | 4     | 2   | 0    | 12        | 4        | +8      | 14   |
| Lyon       | 6    | 3     | 2   | 1    | 14        | 10       | +4      | 11   |
| Fiorentina | 6    | 1     | 3   | 2    | 5         | 8        | −3      | 6    |
| Steaua     | 6    | 0     | 1   | 5    | 3         | 12       | −9      | 1    |

|            | BAY | FIO | LYO | STE |
| ---------- | --- | --- | --- | --- |
| Bayern     | –   | 3−0 | 1−1 | 3−0 |
| Fiorentina | 1−1 | –   | 1−2 | 0−0 |
| Lyon       | 2−3 | 2−2 | –   | 2−0 |
| Steaua     | 0−1 | 0−1 | 3−5 | –   |

### Bảng G
| Đội         | Trận | Thắng | Hòa | Thua | Bàn thắng | Bàn thua | Hiệu số | Điểm |
| ----------- | ---- | ----- | --- | ---- | --------- | -------- | ------- | ---- |
| Porto       | 6    | 4     | 0   | 2    | 9         | 8        | +1      | 12   |
| Arsenal     | 6    | 3     | 2   | 1    | 11        | 5        | +6      | 11   |
| Dynamo Kyiv | 6    | 2     | 2   | 2    | 4         | 4        | 0       | 8    |
| Fenerbahçe  | 6    | 0     | 2   | 4    | 4         | 11       | −7      | 2    |

|             | ARS | DYN | FEN | POR |
| ----------- | --- | --- | --- | --- |
| Arsenal     | –   | 1−0 | 0−0 | 4−0 |
| Dynamo Kyiv | 1−1 | –   | 1−0 | 1−2 |
| Fenerbahçe  | 2−5 | 0−0 | –   | 1−2 |
| Porto       | 2−0 | 0−1 | 3−1 | –   |

### Bảng H
| Đội                  | Trận | Thắng | Hòa | Thua | Bàn thắng | Bàn thua | Hiệu số | Điểm |
| -------------------- | ---- | ----- | --- | ---- | --------- | -------- | ------- | ---- |
| Juventus             | 6    | 3     | 3   | 0    | 7         | 3        | +4      | 12   |
| Real Madrid          | 6    | 4     | 0   | 2    | 9         | 5        | +4      | 12   |
| Zenit St. Petersburg | 6    | 1     | 2   | 3    | 4         | 7        | −3      | 5    |
| BATE                 | 6    | 0     | 3   | 3    | 3         | 8        | −5      | 3    |

|                     | BAT | JUV | RM  | ZNT |
| ------------------- | --- | --- | --- | --- |
| BATE                | –   | 2−2 | 0−1 | 0−2 |
| Juventus            | 2−2 | –   | 2−1 | 1−0 |
| Real Madrid         | 2−0 | 0−2 | –   | 3−0 |
| Zenit St Petersburg | 1−1 | 0−0 | 1−2 | –   |

## Vòng loại trực tiếp
Ngoại trừ trận chung kết, vòng loại trực tiếp thi đấu theo thể thức sân nhà − sân khách với cùng thể thức như ở vòng sơ loại. Ở vòng 16 đội, đội đầu bảng gặp đội nhì bảng, hai đội trong một cặp đấu không cùng quốc gia và không cùng bảng đấu loại. Việc bốc thăm ở tứ kết và bán kết dựa vào thành tích ở vòng đấu bảng và vòng loại đầu tiên trong mùa bóng này (8 trận đấu).

### Bảng Kết quả
|  | Vòng 1/16         | Vòng 1/16         | Vòng 1/16 | Vòng 1/16 |   |                   | Tứ kết | Tứ kết | Tứ kết | Tứ kết |  |                   | Bán kết | Bán kết | Bán kết | Bán kết |           |   | Chung kết | Chung kết |
|  |                   |                   |           |           |   |                   |        |        |        |        |  |                   |         |         |         |         |           |   |           |           |
|  | Lyon              | 1                 | 2         | 3         |   |                   |        |        |        |        |  |                   |         |         |         |         |           |   |           |           |
|  | Barcelona         | 1                 | 5         | 6         |   |                   |        |        |        |        |  |                   |         |         |         |         |           |   |           |           |
|  | Barcelona         | 1                 | 5         | 6         |   | Barcelona         | 4      | 1      | 5      |        |  |                   |         |         |         |         |           |   |           |           |
|  |                   |                   |           |           |   | Barcelona         | 4      | 1      | 5      |        |  |                   |         |         |         |         |           |   |           |           |
|  |                   | Bayern Munich     | 0         | 1         | 1 |                   |        |        |        |        |  |                   |         |         |         |         |           |   |           |           |
|  | Sporting CP       | Bayern Munich     | 0         | 1         | 1 | 0                 | 1      | 1      |        |        |  |                   |         |         |         |         |           |   |           |           |
|  | Sporting CP       |                   |           |           |   | 0                 | 1      | 1      |        |        |  |                   |         |         |         |         |           |   |           |           |
|  | Bayern Munich     | 5                 | 7         | 12        |   |                   |        |        |        |        |  |                   |         |         |         |         |           |   |           |           |
|  | Bayern Munich     | 5                 | 7         | 12        |   |                   |        |        |        |        |  | Barcelona (a)     | 0       | 1       | 1       |         |           |   |           |           |
|  |                   |                   |           |           |   |                   |        |        |        |        |  | Barcelona (a)     | 0       | 1       | 1       |         |           |   |           |           |
|  |                   | Chelsea           | 0         | 1         | 1 |                   |        |        |        |        |  |                   |         |         |         |         |           |   |           |           |
|  | Real Madrid       | Chelsea           | 0         | 1         | 1 | 0                 | 0      | 0      |        |        |  |                   |         |         |         |         |           |   |           |           |
|  | Real Madrid       |                   |           |           |   | 0                 | 0      | 0      |        |        |  |                   |         |         |         |         |           |   |           |           |
|  | Liverpool         | 1                 | 4         | 5         |   |                   |        |        |        |        |  |                   |         |         |         |         |           |   |           |           |
|  | Liverpool         | 1                 | 4         | 5         |   | Liverpool         | 1      | 4      | 5      |        |  |                   |         |         |         |         |           |   |           |           |
|  |                   |                   |           |           |   | Liverpool         | 1      | 4      | 5      |        |  |                   |         |         |         |         |           |   |           |           |
|  |                   | Chelsea           | 3         | 4         | 7 |                   |        |        |        |        |  |                   |         |         |         |         |           |   |           |           |
|  | Chelsea           | Chelsea           | 3         | 4         | 7 | 1                 | 2      | 3      |        |        |  |                   |         |         |         |         |           |   |           |           |
|  | Chelsea           |                   |           |           |   | 1                 | 2      | 3      |        |        |  |                   |         |         |         |         |           |   |           |           |
|  | Juventus          | 0                 | 2         | 2         |   |                   |        |        |        |        |  |                   |         |         |         |         |           |   |           |           |
|  | Juventus          | 0                 | 2         | 2         |   |                   |        |        |        |        |  |                   |         |         |         |         | Barcelona | 2 |           |           |
|  |                   |                   |           |           |   |                   |        |        |        |        |  |                   |         |         |         |         |           | 2 |           |           |
|  |                   | Manchester United | 0         |           |   |                   |        |        |        |        |  |                   |         |         |         |         |           |   |           |           |
|  | Inter Milan       | Manchester United | 0         | 0         | 0 | 0                 |        |        |        |        |  |                   |         |         |         |         |           |   |           |           |
|  | Inter Milan       |                   |           | 0         | 0 | 0                 |        |        |        |        |  |                   |         |         |         |         |           |   |           |           |
|  | Manchester United | 0                 | 2         | 2         |   |                   |        |        |        |        |  |                   |         |         |         |         |           |   |           |           |
|  | Manchester United | 0                 | 2         | 2         |   | Manchester United | 2      | 1      | 3      |        |  |                   |         |         |         |         |           |   |           |           |
|  |                   |                   |           |           |   | Manchester United | 2      | 1      | 3      |        |  |                   |         |         |         |         |           |   |           |           |
|  |                   | Porto             | 2         | 0         | 2 |                   |        |        |        |        |  |                   |         |         |         |         |           |   |           |           |
|  | Atlético Madrid   | Porto             | 2         | 0         | 2 | 2                 | 0      | 2      |        |        |  |                   |         |         |         |         |           |   |           |           |
|  | Atlético Madrid   |                   |           |           |   | 2                 | 0      | 2      |        |        |  |                   |         |         |         |         |           |   |           |           |
|  | Porto (a)         | 2                 | 0         | 2         |   |                   |        |        |        |        |  |                   |         |         |         |         |           |   |           |           |
|  | Porto (a)         | 2                 | 0         | 2         |   |                   |        |        |        |        |  | Manchester United | 1       | 3       | 4       |         |           |   |           |           |
|  |                   |                   |           |           |   |                   |        |        |        |        |  | Manchester United | 1       | 3       | 4       |         |           |   |           |           |
|  |                   | Arsenal           | 0         | 1         | 1 |                   |        |        |        |        |  |                   |         |         |         |         |           |   |           |           |
|  | Villarreal        | Arsenal           | 0         | 1         | 1 | 1                 | 2      | 3      |        |        |  |                   |         |         |         |         |           |   |           |           |
|  | Villarreal        |                   |           |           |   | 1                 | 2      | 3      |        |        |  |                   |         |         |         |         |           |   |           |           |
|  | Panathinaikos     | 1                 | 1         | 2         |   |                   |        |        |        |        |  |                   |         |         |         |         |           |   |           |           |
|  | Panathinaikos     | 1                 | 1         | 2         |   | Villarreal        | 1      | 0      | 1      |        |  |                   |         |         |         |         |           |   |           |           |
|  |                   |                   |           |           |   | Villarreal        | 1      | 0      | 1      |        |  |                   |         |         |         |         |           |   |           |           |
|  |                   | Arsenal           | 1         | 3         | 4 |                   |        |        |        |        |  |                   |         |         |         |         |           |   |           |           |
|  | Arsenal (p)       | Arsenal           | 1         | 3         | 4 | 1                 | 0      | 1(7)   |        |        |  |                   |         |         |         |         |           |   |           |           |
|  | Arsenal (p)       |                   |           |           |   | 1                 | 0      | 1(7)   |        |        |  |                   |         |         |         |         |           |   |           |           |
|  | Roma              | 0                 | 1         | 1(6)      |   |                   |        |        |        |        |  |                   |         |         |         |         |           |   |           |           |

### Vòng loại trực tiếp thứ nhất (vòng 1/16)
Vòng đấu này bốc thăm vào ngày 19 tháng 12 tại Nyon, Thụy Sĩ. Lượt đi tiến hành vào 24 và 25 tháng 2, lượt về tiến hành vào 10 và 11 tháng 3 năm 2009.
| Đội 1           | TTS         | Đội 2             | Lượt đi | Lượt về |
| --------------- | ----------- | ----------------- | ------- | ------- |
| Chelsea         | 3–2         | Juventus          | 1–0     | 2–2     |
| Real Madrid     | 0–5         | Liverpool         | 0–1     | 0–4     |
| Sporting CP     | 1–12        | Bayern Munich     | 0–5     | 1–7     |
| Villarreal      | 3–2         | Panathinaikos     | 1–1     | 2–1     |
| Arsenal         | 1–1 (7–6 p) | Roma              | 1–0     | 0–1     |
| Atlético Madrid | 2–2 (a)     | Porto             | 2–2     | 0–0     |
| Lyon            | 3–6         | Barcelona         | 1–1     | 2–5     |
| Inter Milan     | 0–2         | Manchester United | 0–0     | 0–2     |

## Tứ kết và bán kết
Lễ bốc thăm tứ kết và bán kết được tiến hành vào ngày 20 tháng 3. Việc bốc thăm là ngẫu nhiên, nghĩa là không có đội hạt giống và không xét đến quốc gia của câu lạc bộ. Lượt đi tứ kết diễn ra vào 7 và 8 tháng 4, lượt về một tuần sau đó là 14 và 15 tháng 4.

### Tứ kết
| Đội 1             | TTS | Đội 2         | Lượt đi | Lượt về |
| ----------------- | --- | ------------- | ------- | ------- |
| Villarreal        | 1-4 | Arsenal       | 1-1     | 0-3     |
| Manchester United | 3-2 | Porto         | 2-2     | 1-0     |
| Liverpool         | 5-7 | Chelsea       | 1-3     | 4-4     |
| Barcelona         | 5-1 | Bayern Munich | 4-0     | 1-1     |

### Bán kết
Loạt trận lượt đi diễn ra ngày 28 và 29 tháng 4, loạt trận lượt về diễn ra ngày 5 và 6 tháng 5 năm 2009.
| Đội 1             | TTS     | Đội 2   | Lượt đi | Lượt về |
| ----------------- | ------- | ------- | ------- | ------- |
| Manchester United | 4-1     | Arsenal | 1-0     | 3-1     |
| Barcelona         | (a) 1-1 | Chelsea | 0-0     | 1-1     |

## Chung kết
Trận chung kết UEFA Champions League mùa giải 2008-09 diễn ra vào 20 giờ 45 (giờ địa phương, UTC +2) ngày 27 tháng 5 năm 2009 tại sân vận động Olimpico thuộc thành phố Roma, Ý. Đây là lần thứ năm liên tiếp trận chung kết Champions League có ít nhất một đội bóng Anh. Manchester United cũng là đội bóng thứ 3 có cơ hội bảo vệ chức vô địch sau Ajax (năm 1996) và Juventus (năm 1997). Barcelona lên ngôi vô địch sau khi chiến thắng 2–0 nhờ hai bàn thắng của Eto'o và Messi, trở thành câu lạc bộ Tây Ban Nha đầu tiên giành được "cú ăn ba" (Champions League, vô địch quốc gia và Cúp quốc gia).
| Barcelona             | 2 – 0    | Manchester United |
| --------------------- | -------- | ----------------- |
| Eto'o 10' · Messi 70' | Chi tiết |                   |

| Vô địch UEFA Champions League 2008–09 |
| ------------------------------------- |
| Tây Ban Nha                           |
| Barcelona (Lần thứ ba)                |

## Cầu thủ ghi bàn
Dưới đây là danh sách các cầu thủ ghi bàn hàng đầu của giải đấu (chỉ tính từ vòng đấu bảng):
| Thứ tự | Tên                  | Câu lạc bộ    | Bàn thắng | Thời gian thi đấu |
| ------ | -------------------- | ------------- | --------- | ----------------- |
| 1      | Lionel Messi         | Barcelona     | 9         | 982'              |
| 2      | Steven Gerrard       | Liverpool     | 7         | 580'              |
| 2      | Miroslav Klose       | Bayern Munich | 7         | 680'              |
| 4      | Lisandro López       | Porto         | 6         | 943'              |
| 5      | Emmanuel Adebayor    | Arsenal       | 5         | 627'              |
| 5      | Alessandro Del Piero | Juventus      | 5         | 688'              |
| 5      | Didier Drogba        | Chelsea       | 5         | 702'              |
| 5      | Robin van Persie     | Arsenal       | 5         | 716'              |
| 5      | Thierry Henry        | Barcelona     | 5         | 717'              |
| 5      | Karim Benzema        | Lyon          | 5         | 731'              |

Nguồn: Danh sách cầu thủ ghi bàn của giải, cập nhật ngày 27 tháng 5 năm 2009